# 蓋茲大道車站
蓋茲大道車站（英語：Gates Avenue station）是美國紐約地鐵BMT牙買加線的慢車地鐵站，位於布魯克林布什維克蓋茲大道及百老匯，設有J線（任何時候停站）、M線（任何時候停站（深夜除外））、Z線（僅繁忙時段的尖峰方向停站）列車服務。

## 車站結構
| P 月台層 | 側式月台 | 側式月台 |
| P 月台層 | 西行慢車 | ← 往寬街 (科斯丘什科街) ← 早上繁忙時段往寬街 (默特爾大道) ← 早上繁忙時段不停靠                                     |
| P 月台層 | 尖峰快車 | → 無定期服務 |
| P 月台層 | 東行慢車 | → 往牙買加中心-帕森斯／射手 (哈爾西街) → → 黃昏繁忙時段往牙買加中心-帕森斯／射手 (昌西街) → → 黃昏繁忙時段不停靠 → |
| P 月台層 | 側式月台 | |
| M        | 夾層     | 閘機、車站詢問處、Metrocard自動售票機                                                                              |
| G        | 街道層   | 出入口 |

此站設有兩個側式月台和三條軌道，中央快車軌道不營運。
此站以南，BMT牙買加線與BMT萊辛頓大道線連結，直至1950年10月13日後者關閉為止。部分殘留痕跡至今仍可見。萊辛頓大道高架鐵路的下一站是萊德大道前往布魯克林下城以及曼哈頓公園臺。

## 外部連結
- nycsubway.org—BMT Jamaica Line: Gates Avenue
- Station Reporter — J train
- The Subway Nut — Gates Avenue Pictures （页面存档备份，存于）
- MTA's Arts For Transit — Gates Avenue (BMT Jamaica Line)
- Quincy Street entrance from Google Maps Street View （页面存档备份，存于）
- Platforms from Google Maps Street View
- Gates Avenue Tower at Broadway Elevated Junction: Lexington Avenue Line (BMT) (New York Transit Museum; Flickr)